# Paramesacanthion barbae
Paramesacanthion barbae is een rondwormensoort uit de familie van de Thoracostomopsidae.